# Bảo Từ Hoàng hậu
Bảo Từ Thuận Thánh Hoàng hậu (chữ Hán: 保慈順聖皇后, ? - tháng 7, 1330), là Hoàng hậu của Trần Anh Tông, mẹ đích của Trần Minh Tông.

## Tiểu sử
Hoàng hậu là con gái thứ của Thái úy Hưng Nhượng Đại vương Trần Quốc Tảng, mẹ là Bảo Huệ Quốc mẫu. Bà gọi Hưng Đạo đại Vương Trần Quốc Tuấn bằng ông nội, gọi Khâm Minh Đại vương Trần Liễu là cụ nội, xuất thân từ Hoàng tộc nhà Trần.
Năm Trùng Hưng thứ 8 (1292), ngày 3 tháng 2, chị gái của Bảo Tử Hoàng hậu là Hưng Nhượng Đại vương Đích trưởng nữ, được phong làm Hoàng thái tử phi, là Chính phi của Hoàng thái tử Trần Thuyên, tức Anh Tông Hoàng đế. Không rõ khi ấy Bảo Từ Hoàng hậu đã theo hầu Anh Tông ở tiềm để hay chưa.
Năm Trùng Hưng thứ 9 (1293), ngày 9 tháng 3, Anh Tông Hoàng đế kế vị, sách lập Hoàng thái tử phi Trần thị làm Văn Đức Phu nhân (文德夫人), nhưng ít lâu sau lại phế đi. Bà được sách phong Thánh Bà phu nhân (聖婆夫人), thay thế người chị.
Năm Hưng Long thứ 17 (1309), mùa xuân, tháng Giêng, phu nhân được sách phong làm Hoàng hậu. Bấy giờ, Hoàng hậu chỉ sinh được Thiên Chân Công chúa, Anh Tông đành lập Hoàng tứ tử Trần Mạnh làm Hoàng thái tử, tức Minh Tông hoàng đế. Mẹ Thái tử là Huy Tư Hoàng phi Trần thị (徽思皇妃陳氏), con gái Bảo Nghĩa Vương Trần Bình Trọng và Thụy Bảo Công chúa, vốn rất được Anh Tông và bà yêu mến.
Năm Hưng Long thứ 22 (1314), ngày 18 tháng 3, Anh Tông thiện nhượng làm Thái thượng hoàng, Hoàng hậu được Minh Tông hoàng đế tôn làm Thuận Thánh Thái thượng hoàng hậu (順聖太上皇后). Hưng Nhượng Đại vương Quốc Tảng, thân phụ của Thái thượng hoàng hậu, được Minh Tông truy tặng làm Thái uý.
Năm Đại Khánh thứ 8 (1322), sau khi Anh Tông Hoàng đế băng hà được 1 năm, Thái thượng hoàng hậu được Minh Tông Hoàng đế tôn làm Thuận Thánh Hoàng thái hậu (順聖皇太后), Huy Tư Hoàng phi được tôn làm Huy Tư Hoàng thái phi (徽思皇太妃). Sau khi Anh Tông băng, Thái hậu theo rước linh cữu về Yên Sinh, ăn chay niệm Phật cầu nguyện cho Tiên đế.
Năm Khai Hựu thứ 2 (1330), tháng 7, mùa thu, Hoàng thái hậu băng ở am Mộc Cảo, ấp Yên Sinh. Ngày 15 tháng 2, năm 1332, Bảo Từ Hoàng thái hậu được chôn ở Thái lăng, hợp táng cùng Anh Tông Hoàng đế.

## Tính cách
Đại Việt sử ký toàn thư chép về tính cách của bà:
Bà tính tình nhân từ, thương yêu mọi người. Dạo nọ, Huy Tư Hoàng phi đi theo hầu Anh Tông, lệ chưa được đi kiệu. Bà lấy kiệu của mình cho Huy Tư đi thì Anh Tông, vốn rất nghiêm khắc tôn ti trật tự, nhắc nhở:"Có yêu quý Huy Tư thì cho cái khác, chứ cái kiệu ngồi còn điển chế cũ, không thể cho được".
Bà còn rất yêu thương các con của Anh Tông, tuy là con vợ thứ sinh ra, đều yêu thương như con đẻ. Huệ Chân công chúa là con thứ phi sinh, Anh Tông yêu quý, bà cũng yêu quý, lúc đó Thiên Chân công chúa là con ruột của bà, nhưng có thứ gì thì bà vẫn cho Huệ Chân trước rồi mới cho Thiên Chân sau. Anh Tông băng rồi, bà càng chăm nom Huệ Chân hơn trước.
Đối đãi với các cung tần cũng rất hậu. Như Nữ quan trong cung là Vương thị, mẹ sinh Huệ Chân Công chúa, được yêu quý mà có thai, bà cho Song Hương đường làm nơi đẻ. Tiếc rằng Vương thị bị bệnh hậu sản mà qua đời. Có Cung nhân tâu riêng với Anh Tông Vương thị là do bà hại chết, Anh Tông vốn biết tính bà, nổi giận lấy roi đánh người Cung nhân ấy, bà cũng bỏ qua không để lòng.
Gặp lúc mẹ bà là Bảo Huệ Quốc mẫu xin cho Nguyên Huy (con gái Uy Huệ, cháu gái của bà) làm Cung phi, Minh Tông tâu với bà, thì bà bảo không được, "...nếu cho Nguyên Huy làm phi thì sẽ khiến Thục Tư phải xưng là nô chăng?". Ấy không lấy ơn riêng mà cho lạm như thế, người đương thời khen là đứng đầu mẫu đức.
Từ khi bà rước linh cữu Anh Tông về Yên Sinh, bà ăn một bữa chay, một bữa cháo, các việc khổ hạnh không việc gì là không làm, chỉ có không chịu thụ giới với nhà sư, nói rằng: "...Từ khi tiên đế đi, ta không thể trông thấy mặt nhà sư, nói chuyện với nhà sư được, chỉ ăn chay ăn cháo khổ hạnh để báo đáp đức lớn như trời của tiên đế mà thôi, cần gì đến y bát?. Bà ở trên núi đến 10 năm thì mất.